# Liste der Monuments historiques in Ménil-sur-Saulx
Die Liste der Monuments historiques in Ménil-sur-Saulx führt die Monuments historiques in der französischen Gemeinde Ménil-sur-Saulx auf.

## Liste der Immobilien
| Bezeichnung                                 | Beschreibung | Standort              | Kennzeichnung | Schutzstatus | Datum | Bild           |
| ------------------------------------------- | --- | --------------------- | ------------- | ------------ | ----- | -------------- |
| Kirche Notre-Dame-de-l’Immaculée-Conception | im Kern aus dem 12. Jahrhundert; im 15. und 16. Jahrhundert zur Wehrkirche umgebaut; Westportal bezeichnet 1750 | Rue de la Cure (Lage) | PA55000009    | Inscrit      | 1997  | weitere Bilder |

## Liste der Objekte
| Bezeichnung                                       | Beschreibung | Standort                                                  | Kennzeichnung | Schutzstatus | Datum | Bild |
| ------------------------------------------------- | --- | --------------------------------------------------------- | ------------- | ------------ | ----- | ---- |
| Ensemble aus fünf Altären                         | alle im ersten Viertel des 18. Jahrhunderts errichtet; umfasst PM55001163 bis PM55001168                                 | in der Kirche Notre-Dame-de-l’Immaculée-Conception (Lage) | PM55001162    | Classé       | 1997  |      |
| Hauptaltar                                        | Stein, 1715; zugehörig PM55001164                                                                                        | in der Kirche Notre-Dame-de-l’Immaculée-Conception (Lage) | PM55001163    | Classé       | 1997  |      |
| Retabel, Tabernakel und Skulptur Madonna mit Kind | Marmor, Stein, 1715; Tabernakel von Jean-Claude Jacquin                                                                  | in der Kirche Notre-Dame-de-l’Immaculée-Conception (Lage) | PM55001164    | Classé       | 1997  |      |
| Sebastians- und Rochus-Altar                      | Altartisch, Retabel und Gemälde; Stein sowie Ölfarbe auf Leinwand, bezeichnet 1717                                       | in der Kirche Notre-Dame-de-l’Immaculée-Conception (Lage) | PM55001165    | Classé       | 1997  |      |
| Johannes-der-Täufer-Altar                         | Altartisch, Retabel und Gemälde Taufe Christi; Stein sowie Ölfarbe auf Leinwand, 1715 geweiht                            | in der Kirche Notre-Dame-de-l’Immaculée-Conception (Lage) | PM55001166    | Classé       | 1997  |      |
| Marienaltar                                       | Altartisch, Retabel und Gemälde Maria; Stein sowie Ölfarbe auf Leinwand, erstes Viertel des 18. Jahrhunderts             | in der Kirche Notre-Dame-de-l’Immaculée-Conception (Lage) | PM55001167    | Classé       | 1997  |      |
| Nikolausaltar                                     | Altartisch, Retabel und Gemälde Heiliger Nikolaus; Stein sowie Ölfarbe auf Leinwand, erstes Viertel des 18. Jahrhunderts | in der Kirche Notre-Dame-de-l’Immaculée-Conception (Lage) | PM55001168    | Classé       | 1997  |      |
| Kreuzigungsgruppe                                 | Holz, um 1700 | in der Kirche Notre-Dame-de-l’Immaculée-Conception (Lage) | PM55001025    | Classé       | 1994  |      |
| Prozessionsstab                                   | Holz, farbig gefasst, 18. Jahrhundert                                                                                    | in der Kirche Notre-Dame-de-l’Immaculée-Conception (Lage) | PM55000399    | Classé       | 1988  |      |
| Skulptur Heiliger Sebastian                       | Holz, farbig gefasst, 17. Jahrhundert                                                                                    | in der Kirche Notre-Dame-de-l’Immaculée-Conception (Lage) | PM55001175    | Classé       | 1996  |      |
| Morsetelegraph                                    | in der Ausführung für Gemeindeverwaltungen, Modell 1894                                                                  | in der Mairie (Lage)                                      | PM55001149    | Classé       | 1997  |      |